# 藤崎世津子
藤崎 世津子（ふじさき せつこ）（1930年-）は、日本の歌手、女優である。

## 経歴
1930年に宮崎県に生まれる。9歳で家族とともに中国に渡り、敗戦で帰国。
旧制宮崎県立都城高等女学校を4年で修了し、1947年に16歳で声楽家・四家文子の内弟子として指導を受ける。1948年からは高英男、渡久地政信に師事し、1954年頃からタンゴに転向すると、その後はラテン専門に活躍した。21歳頃から、クラブや進駐軍のキャンプで軽音楽を歌い始める。
紅白歌合戦には、1959年の第10回に初出場。宝とも子、有明ユリとともに「シエリト・リンド」を歌唱した。
1965年には、戦後の復興を祝い、「ご苦労様ショー」を開催。1970年の大阪万博のアトラクションに出演後、歌手を引退し、その後は宮崎県都城市で暮らした。
2000年には、著書『歌声は希望をのせて 私の歩んだ戦後歌謡史』を出版した。

## NHK紅白歌合戦出場歴
| 年度/放送回               | 回 | 曲目             | 出演順 | 対戦相手       | 備考                     |
| ------------------------- | -- | ---------------- | ------ | -------------- | ------------------------ |
| 1959年（昭和34年）/第10回 | 初 | シェリト・リンド | 19/25  | ダークダックス | 宝とも子・有明ユリと共演 |